# Missionari degli operai
I Missionari degli Operai (in latino Institutum Missionariorum Opificum; sigla M.O.) sono un istituto religioso maschile di diritto pontificio.

## Storia

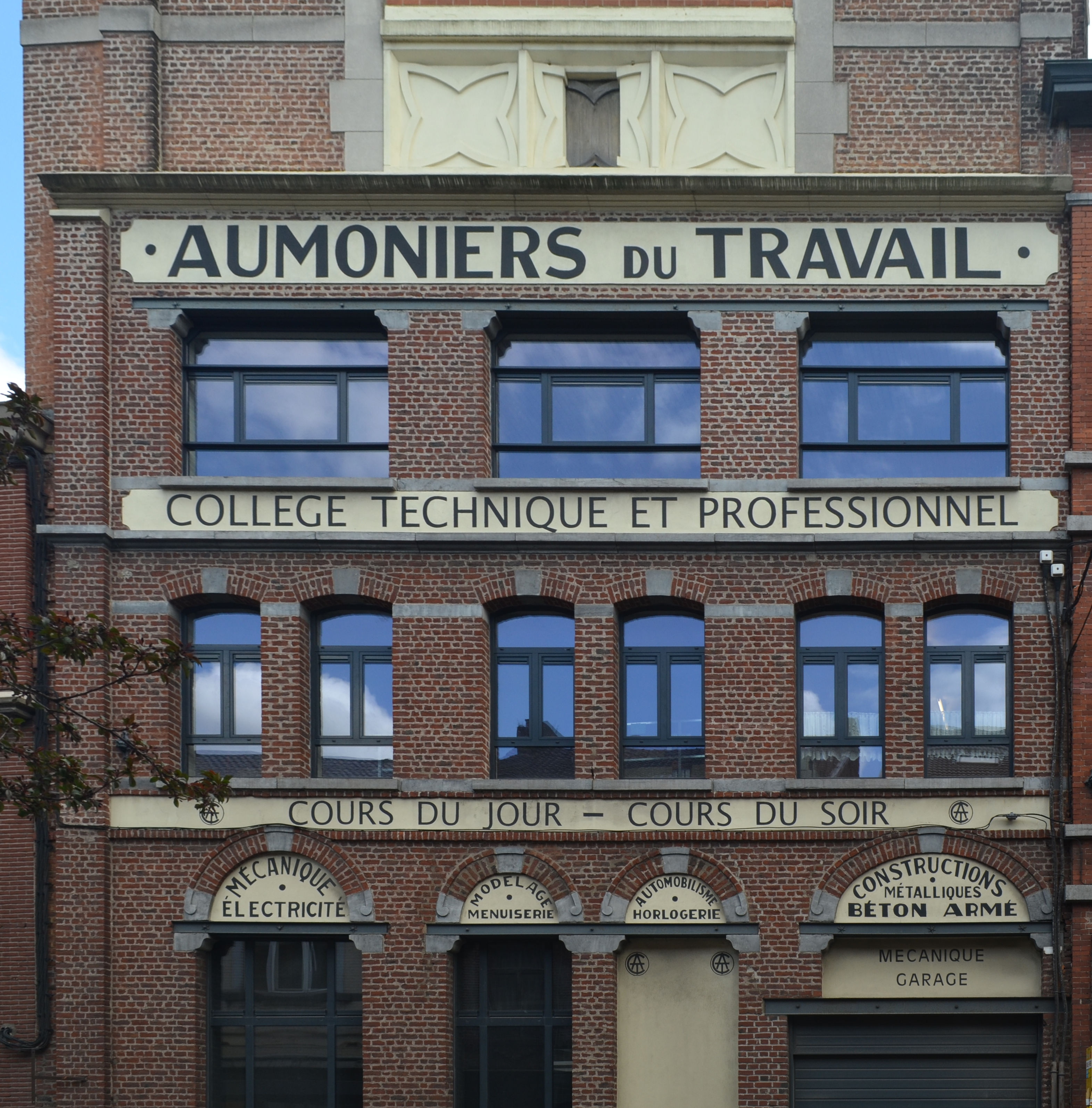
Collegio tecnico dei Missionari degli operai a Charleroi, Belgio

Di fronte alla constatazione che molti operai propendevano per le idee socialiste, per rispondere all'appello lanciato da papa Leone XIII con l'enciclica Rerum Novarum (1891) al clero di impegnarsi per la soluzione della questione sociale, il sacerdote belga Théophile Reyn (1860-1941) ebbe l'ispirazione di fondare una nuova congregazione per l'apostolato presso i lavoratori.
Padre Reyn, con l'appoggio del vescovo di Liegi Victor Joseph Douterloux, diede inizio all'istituto dei Missionari degli Operai a Seraing il 21 novembre 1894: i membri avrebbero dovuto dedicarsi alla fondazione di circoli operai e all'organizzazione di corporazioni cristiane, a fornire un alloggio ai lavoratori giunti in città dalle campagne, alla diffusione della buona stampa e all'apostolato a domicilio.
L'istituto venne approvato come congregazione di diritto diocesano il 24 luglio 1907 e ottenne il pontificio decreto di lode il 10 giugno 1930: le sue costituzioni vennero approvate definitivamente dalla Santa Sede il 4 giugno 1935.
Motto della congregazione è Justitia et Caritate; la Sacra famiglia è la patrona della congregazione.

## Attività e diffusione
I Missionari degli Operai si dedicano all'apostolato fra le classi lavoratrici ed all'istruzione in scuole tecniche e professionali.
Sono presenti in Belgio, in Brasile e in Repubblica Democratica del Congo: la sede generalizia è a Charleroi.
Alla fine del 2005 l'istituto contava 65 religiosi (42 dei quali sacerdoti) in 11 case.